# Isolado de laboratório
Isolado de laboratório que é uma cepa de vírus cultivada em laboratório. Contrapõe-se ao Isolado primário é uma cepa de vírus particular extraído uma pessoa.